# Nephrotoma helvetica
Nephrotoma helvetica är en tvåvingeart som först beskrevs av Mannheims och Theowald 1959.  Nephrotoma helvetica ingår i släktet Nephrotoma och familjen storharkrankar. Inga underarter finns listade i Catalogue of Life.